# Slavenosrpski jezik
Slavenosrpski jezik (slavenoserpski, slavjanoserbski, slovenski) je oblik srpskoga jezika koji bijaše u dominantnoj uporabi koncem 18. i početkom 19. stoljeća u obrazovanim slojevima srpske građanske klase u Vojvodini i srpskoj dijaspori u ostalim krajevima Habsburške monarhije. 

## Povijest i uporaba
Nakon Velike seobe 1689., pod patrijarhom Čarnojevićem, velik se dio srpskoga naroda našao u okviru Austrije koja ga je pokušala katolicizirati preko unijaćenja, tj. vjerskopolitičkih poteza kojim bi se ukinula samostalnost Pećke patrijaršije koja je okupljala srpski narod. Na civilizacijskom polju, jer se radilo o sličnim južnoslavenskim jezicima, Austrija je smjerala nametnuti neki oblik hrvatskoga («ilirskoga») jezika, koji je u vernakularu postojao stoljećima, a doživljavao je procvat u Dalmaciji, Bosni i Slavoniji. Također, pokušavala se ukinuti ćirilica i uvesti latinica u školama koje bijahu pod jurisdikcijom Pećke patrijaršije.
Kao otpor tim nastojanjima koja su protumačena kao napadaj na vjerskonarodnosno biće Srba, srpska je crkvena hijerarhija pozvala u pomoć Rusiju Petra Velikoga, koji je poslao određen broj knjiga, udžbenika i učitelja. Taj, tzv. ruskocrkveni jezik (esencijalno, ruski jezik na stupnju razvitka kakav je imao početkom i sredinom 18. stoljeća) postao je službenim liturgijskim jezikom Srpske pravoslavne crkve. Budući da je po svojim jezikoslovnim značajkama (fonetika, morfologija, sintaksa) previše odudarao kako od mjestimice zabilježenih narodnih srpskih govora, tako i od stare srpske književne tradicije na staroslavenskome jeziku srpske suvrsti/redakcije (12. – 13. st. do sredine 18. stoljeća), ubrzo se javio otpor u građanskim slojevima koji su tražili razumljiviji jezik. Tako je nastao hibridni slavenosrpski, mješavina ruskocrkvenoga i govora srpskih građanskih slojeva u Vojvodini. Najistaknutiji predstavnik slavenosrpskoga je bio Zaharija Orfelin, a književni kodifikator Milovan Vidaković. 
Slavenosrpski jezik je, u borbi za općesrpski jezični standard, bio glavnim takmacem jeziku koji je uobličio srpski jezični i uljudbeni reformator Vuk Karadžić, ponajviše na novoštokavskom folklornom idiomu uz primjese utjecaja hrvatske jezikoslovne i književne tradicije. Sredinom 19. stoljeća opseg uporabe slavenosrpskoga se počeo osjetno smanjivati, dok je poslije 1870. potpuno nestao iz javne uporabe.

## Karakteristike i gramatika
Primjer oblika toga Slavenosrpskog jezika se može vidjeti iz «Slavenoserbskog magazina» koji je uređivao Zaharija Orfelin. Budući da u latinici ne možemo potpuno presloviti ćirilski tekst zbog nepostojanja istoznačnica tankom i debelom jeru, te joru i još nekim ćirilskim grafemima, približan prikaz jedne rečenice iz Orfelinova magazina bi bio: «Ves'ma by meni priskorbno bylo, ako bi ja kadgod čuo, čto ty, moj syne, upao u pyanstvo, roskoš', bezčinie, i nepotrebnoe žitie». Čak je i iz jedne rečenice vidljivo da je tekst natopljen ruskim riječima (čto), ruskim tvorbenim oblicima (roskoš', a ne raskoš), a druge značajke slavenosrpskog su i pojava dočetnoga –t u 3. osobi množine (npr. «oni mogut'» mjesto «oni mogu»).

## Vanjske poveznice
- Aleksandar Mladenović, Istorija srpskog jezika